# Benjamin Flores Jr.
Benjamin Christopher Flores Jr. (Memphis, Tennessee; 24 de julio de 2002), también llamado Lil' P-Nut, es un actor infantil y rapero estadounidense. Conocido por su éxito de radio "You Might Be the One", y el rol con la voz de Atticus, el pingüino rapero en Happy Feet. Él también se encuentra dentro de la serie de Nickelodeon: Game Shakers, en donde hace el papel de Triple G. Su última aparición en pantalla fue en el nuevo estreno de Netflix Fear Street

## Memphis Hip Hop Weekend & Expo
Benjamin llegó por primera vez a cantar en el "Memphis Hip Hop Weekend & Expo", donde fue entrevistado por el canal de televisión local Fox 13. Después de esa entrevista, él también tenía una invitación en The Ellen DeGeneres Show. Él ha aparecido en una canción de Cymphonique Miller, "All That". Benjamin también interpretó la canción "It's Mine" para un comercial de Nabi.

## Otras notables apariciones en televisión y eventos
Flores apareció en un episodio de la serie de TBS Are We There Yet, también se encuentra dentro de los protagonistas en la serie de Nickelodeon Game Shakers.

## Filmografía

### Películas
| Año  | Título                              | Personaje         | Notas                  |
| ---- | ----------------------------------- | ----------------- | ---------------------- |
| 2011 | Happy Feet Two                      | Atticus           | voz                    |
| 2014 | The Haunted Hathaways               | Louie Preston     | papel principal        |
| 2014 | Ride Along                          | Morris            |                        |
| 2014 | Santa Hunters                       | Alex              | papel principal        |
| 2015 | One Crazy Cruise                    | Nate Bauer        | papel principal        |
| 2017 | Transformers: el último caballero   | papel desconocido | junto a Isabella Moner |
| 2017 | Hey Arnold!: The Jungle Movie       | Gerald            | voz                    |
| 2019 | Rim of the World                    | Dariush           | papel principal        |
| 2021 | La calle del terror (Parte 1): 1994 | Josh Johnson      | Protagonista           |
| 2021 | La calle del terror (Parte 2): 1978 | Josh Johnson      | protagonista           |
| 2021 | La calle del terror (Parte 3): 1666 | Josh Johnson      | protagonista           |
| 2022 | Su señoría                          | Eugene            |                        |
| 2023 | Familia revuelta                    | Jefe              |                        |

### Televisión
| Año        | Título                   | Personaje     | Notas                                        |
| ---------- | ------------------------ | ------------- | -------------------------------------------- |
| 2010, 2011 | The Ellen DeGeneres Show | El mismo      | 2 episodios                                  |
| 2013–2015  | The Haunted Hathaways    | Louie Preston | Rol principal; Serie original de Nickelodeon |
| 2015       | Henry Danger             | Lil' Biggie   | Episodio: "El Ritmo Continúa"                |
| 2015–2019  | Game Shakers             | Triple G      | Rol principal                                |